# Pedro Mariano de Goyeneche y Barreda
 (avril 2008).
Si vous disposez d'ouvrages ou d'articles de référence ou si vous connaissez des sites web de qualité traitant du thème abordé ici, merci de compléter l'article en donnant les références utiles à sa vérifiabilité et en les liant à la section « Notes et références ».
Pour les autres membres de la famille, voir Goyeneche.
Pedro Mariano de Goyeneche y Barreda (Arequipa, Pérou,  22 février 1772 - Bordeaux, France, 30 novembre 1844), magistrat et personnalité espagnole.

## Biographie
Fils aîné du fortuné Juan de Goyeneche, il fit ses premières études dans sa ville natale d'Arequipa où il obtient le titre de « bachelier ès arts ».
Il sera reçu avocat à l'Audience royale de Lima (Pérou) (voir l'Histoire du Pérou) le 5 novembre 1798. Peu après il sera nommé assesseur du tribunal du consulat et des mines.
En 1807 il est nommé  oidor à l'audience royale (audiencia real) de Cuzco et en 1814 celle de Lima (jusqu'à sa retraite, en 1819).
En 1818 il est nommé conseiller honoraire au Conseil des Indes et en 1819, à celui de la chambre de ce même conseil.
En 1807 il est nommé chevalier de l'ordre militaire de Saint-Jean de Malte et en 1824, le roi Ferdinand VII lui octroie la Grand-Croix de l'ordre royal d'Isabelle la Catholique.
Durant la Guerre d'Indépendance du Pérou, l'"écouteur" Goyeneche (déjà retraité) fut probablement le membre de cette famille si importante dans la faction royaliste qui a souffert de la plus grande persécution des patriotes indépendantistes.
Après l'entrée de San Martin au Pérou en 1822, Torre Tagle lui imposa une contribution de 320 000 réals à cause de sa loyauté au roi d'Espagne pour soutenir la guerre contre les espagnols. Goyeneche ne répondit pas à la requête. Un mois plus tard, le 13 avril 1822, Bernardo de Monteagudo, après s'être emparé de 40 000 pesos que Goyeneche tenait en dépôt en cas d'extrême nécessité aux mains du père Manuel José Pedemonte, réitéra cette réclamation lui donnant un délai de trois jours pour s'acquitter de la somme. Mais sans attendre ce délai, Monteagudo, ce même jour 13 avril, insista auprès de Goyeneche, lui proposant cette fois, trois heures ou la prison.
Pedro Mariano de Goyeneche ne se laisse pas impressionner et Monteagudo l'arrête aussitôt, et le transfère à la prison publique, habillé en président. Il sera exposé ainsi avec les fers, promené dans les rues d'Arequipa devant des centaines d'indépendantistes que Manteagudo avait excités contre la famille de Goyeneche.
Sa pension de fonctionnaire retraité est également récupérée par Monteagudo.
Finalement, le 12 mai 1822, Pedro Mariano vend quelques bijoux, livres et meubles pour plus de 2 000 reals argent. Ensuite Monteagudo ordonne son transfert à une maison de fous de San Andrés et, plus tard, une peine de déportation à l'île Juan Fernandez où on l'obligera de quitter immédiatement le Pérou.
Bernardo de Monteagudo, à la suite de cet épisode des bijoux qu'il montra publiquement à Guayaquil (Équateur) comme un trophée, confessa peu après dans un manifeste daté du 17 mars 1823 à Quito (Équateur), dans lequel il dit:
"yo empleé todos los medios que estaban a mi alcance para inflamar el odio contra los españoles; sugerí medidas de severidad, y siempre estuve pronto a apoyar las que tenían por objeto disminuir su número y debilitar su influjo público o privado. Este era mi sistema y no pasión…"
"J'ai employé tous les moyens qui étaient en mon pouvoir pour attiser la haine contre les espagnols ; j'ai suggéré des moyens de sévérité, et j'ai toujours été prêt pour soutenir ceux qui avaient pour objectif de diminuer leur nombre et annihiler leur influence publique ou privée. Ceci était mon système et non une passion..."
Le magistrat Goyeneche est l'une des victimes les plus connues de ce système.
Pedro Mariano vint à la péninsule dans un vaisseau britannique qui se dirigeait vers Rio de Janeiro (actuel Brésil) pour revenir à Gibraltar. Il arriva à Madrid où le propre roi Ferdinand VII voulut lui remettre personnellement, dans le palais royal, la Grand Croix d'Isabelle la Catholique pour son comportement héroïque et sa loyauté inébranlable à l'Espagne.
La situation instable et insécuritaire de l'Espagne à cette époque fit qu'en 1825, il décide de venir à Bordeaux où il mourra en 1844 et où il est aussi enterré.
Cousin du père de Flora Tristan, il la reçut à Bordeaux.
Dans son testament, en plus des traditionnels dons aux œuvres pieuses et d'abondants lègs aux institutions péruviennes, il voulut laisser la constance de sa loyauté à l'Espagne:

« Declaro que he vivido, vivo y protesto morir fiel español, cuyo título me ha honrado en vida y me honrará en muerte, y que jamás he hecho acto ni cometido acción por la que haya desmerecido gozar del derecho de nacional español, en cuyo ejercicio estoy, pues a pesar de que mi país natal se declaró independiente de su metrópoli, preferí guardar como caballero y como funcionario público español el juramento de fidelidad a Su Majestad Católica, el mismo que supieron guardar mis padres y ascendientes... » (Bordeaux, 13 juin 1844)
« Je déclare que j'ai vécu, vit et réclame mourir fidèle à l'Espagne, avec le titre m'ayant honoré en vie et qui m'honorera dans la mort, et que jamais je n'ai fait d'acte ni commis d'action qui soient allées à l'encontre du droit national espagnol, dans cet exercice j'ai, bien que mon pays natal se soit déclaré indépendant de sa métropole, préféré garder comme cavalier et comme fonctionnaire public espagnol le jugement de fidélité à sa Majesté Catholique, comme l'ont fait mes parents et ancêtres... (Bordeaux, 13 juin 1844) »